# Indri indri
L'indri (Indri indri (Gmelin, 1788)), chiamato anche babakoto è la più grande tra le specie di lemuri esistenti. È endemico del Madagascar, nonché l'unica specie del genere Indri.. È monogamo e vive in piccoli gruppi familiari, spostandosi tra le chiome degli alberi, ed è erbivoro, nutrendosi principalmente di foglie ma anche di semi, frutti e fiori. I gruppi sono piuttosto rumorosi e comunicano con altri gruppi cantando, ruggendo ed emettendo altri versi. Oltre agli umani, è l'unico mammifero trovato che può usare il ritmo. L'IUCN ha classificato il suo stato di conservazione come “in pericolo critico”. Le principali minacce che incombono sugli indri sono la distruzione e la frammentazione del loro habitat a causa dell'agricoltura di tipo “taglia e brucia”, della raccolta di legna da ardere e del disboscamento. Inoltre, nonostante i tabù che lo vietano, questo animale è oggetto di caccia.

## Distribuzione e habitat
Questo lemure vive nelle foreste pluviali di pianura e montane lungo la costa orientale del Madagascar, dalla Réserve Spéciale d'Anjanaharibe-Sud a nord fino alla foresta classificata di Anosibe An'ala a sud. Non è presente nella penisola di Masoala e nel Parco Nazionale di Marojejy, anche se entrambe le regioni sono collegate a foreste dove l'indri è presente a meno di 40 km di distanza.

## Descrizione

### Dimensioni
Insieme al sifaka dal diadema, l'indri è il lemure più grande ancora esistente; entrambi hanno un peso medio di circa 6,5 kg. Può pesare fino a 9,0 kg o 9,5 kg e forse fino a 15 kg. Ha una lunghezza testa-corpo di 64-72 cm e può raggiungere quasi 120 cm con le zampe completamente distese.

### Aspetto

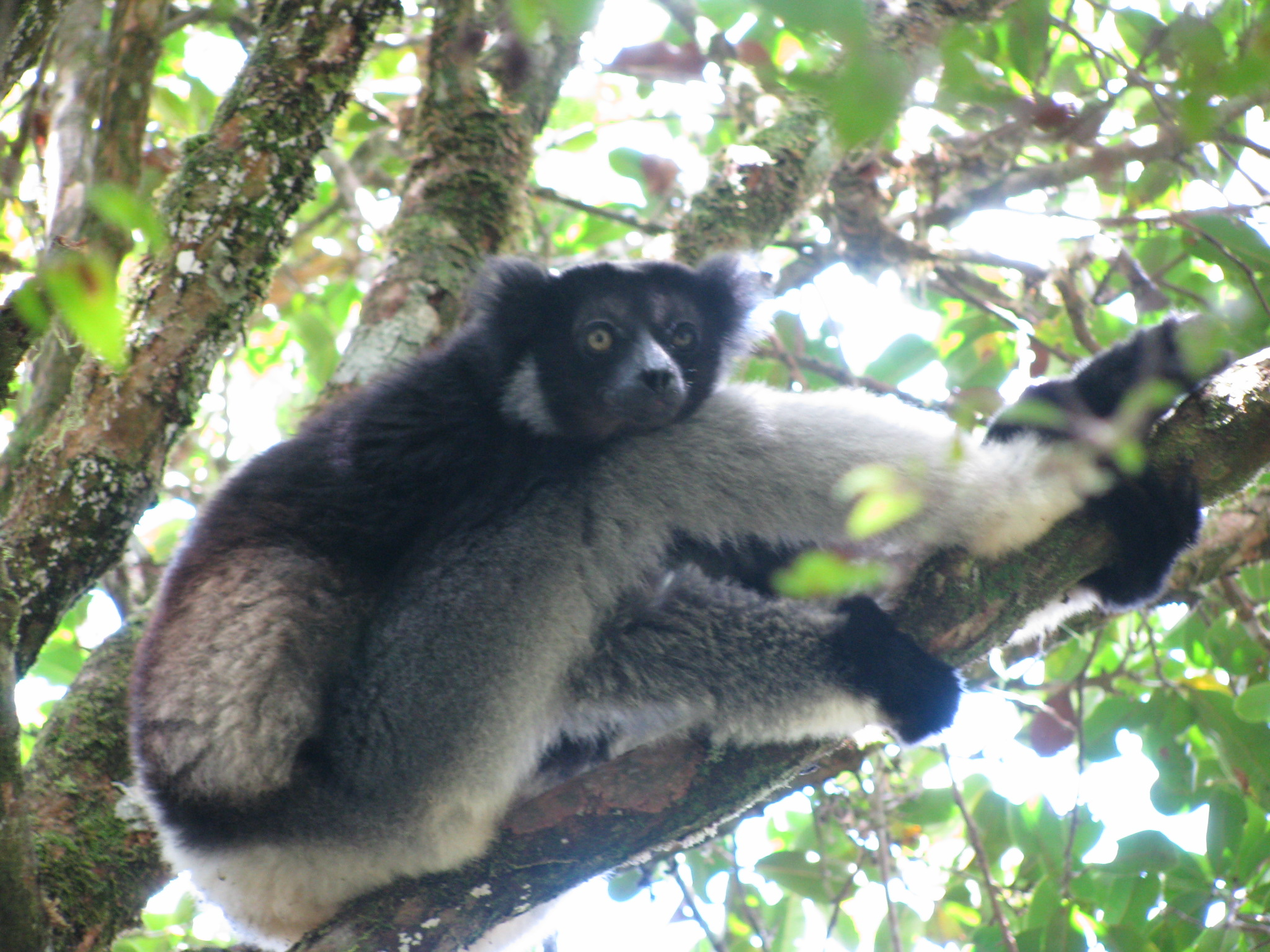
Un indri a riposo: notare le lunghe zampe posteriori.

L'indri è un animale che si aggrappa e salta in verticale e quindi mantiene il corpo in posizione eretta quando si sposta tra gli alberi o riposa sui rami. Ha zampe lunghe e muscolose che usa per spingersi da un tronco all'altro. I suoi grandi occhi verdastri e il muso nero sono incorniciati da orecchie rotonde e pelose. A differenza di qualsiasi altro lemure vivente, l'indri ha solo una coda rudimentale. Il pelo setoso è prevalentemente nero con macchie bianche lungo gli arti, il collo, la sommità del capo e la parte bassa della schiena. Le diverse popolazioni della specie presentano ampie variazioni di colore, con alcune popolazioni settentrionali costituite da individui prevalentemente o interamente neri. Il muso è glabro con pelle nero chiaro, talvolta orlato da pelo bianco. A causa di queste variazioni di colore, Colin Groves ha classificato due sottospecie di indri nel 2005: l' Indri indri indri (come sottospecie nominale) scuro, proveniente dalla parte settentrionale del suo areale, e l' Indri indri variegatus, relativamente chiaro, proveniente dalla parte meridionale, ma recenti studi genetici e morfologici suggeriscono che la variazione nell'indri sia clinale.

## Biologia

### Comportamento
L'indri pratica la monogamia a lungo termine, cercando un nuovo partner solo dopo la morte del compagno. Vive in piccoli gruppi composti dal maschio e dalla femmina accoppiati e dalla loro prole in fase di maturazione. Nelle foreste più frammentate del loro areale, gli indri possono vivere in gruppi più grandi con diverse generazioni. La frammentazione dell'habitat limita la mobilità e la capacità di questi grandi gruppi di dividersi in unità più piccole. Come molte altre specie di lemuri, gli indri vivono in una società dominata dalle femmine. La femmina dominante spesso sposta i maschi sui rami più bassi e nei terreni di alimentazione più poveri, ed è solitamente lei a guidare il gruppo durante gli spostamenti. È normale che i gruppi si spostino di 300-700 m al giorno, percorrendo la maggior parte della distanza in piena estate alla ricerca di frutta. Gli indri dormono sugli alberi a circa 10-30 m dal suolo, solitamente da soli o in coppia. È normale che le giovani femmine di indri, e occasionalmente anche le femmine adulte, giochino silenziosamente a lottare per un periodo che va da pochi secondi fino a 15 minuti. I membri di un singolo gruppo urinano e defecano insieme in una delle tante aree selezionate nel loro territorio.
L'indri emette canti forti e caratteristici, che possono durare da 45 secondi a più di 3 minuti. La durata e la struttura dei canti variano tra i diversi gruppi e persino all'interno dello stesso gruppo, ma la maggior parte dei canti segue il seguente schema in tre fasi. Di solito, una sequenza di ruggiti della durata di alcuni secondi precede le vocalizzazioni più caratteristiche. Tutti i membri del gruppo, tranne i più giovani, partecipano a questo ruggito, ma il canto vero e proprio è dominato dalla coppia adulta. Dopo il ruggito, seguono una lunga sequenza di note, caratterizzata da note della durata massima di cinque secondi. Dopo questa sequenza, segue una frase discendente. I lamenti iniziano con una nota alta e diventano progressivamente più gravi. È comune che due o più indri coordinino il tempo delle loro note discendenti per formare un duetto. Sono state identificate diverse vocalizzazioni dell'indri:
- Il “ruggito” viene utilizzato anche come segnale di avvertimento per i predatori aerei come i falchi;
- Un “fischio” o un “clacson” per avvertire della presenza di predatori terrestri come il fossa;
- Un “grugnito”, un ‘bacio’, un “respiro affannoso” e un “ronzio”. Lo scopo di questi suoni non è ben chiaro.[6]

Prima di cantare, gli indri si spostano sulle cime degli alberi, il che permette loro di essere uditi fino a 4 km di distanza.

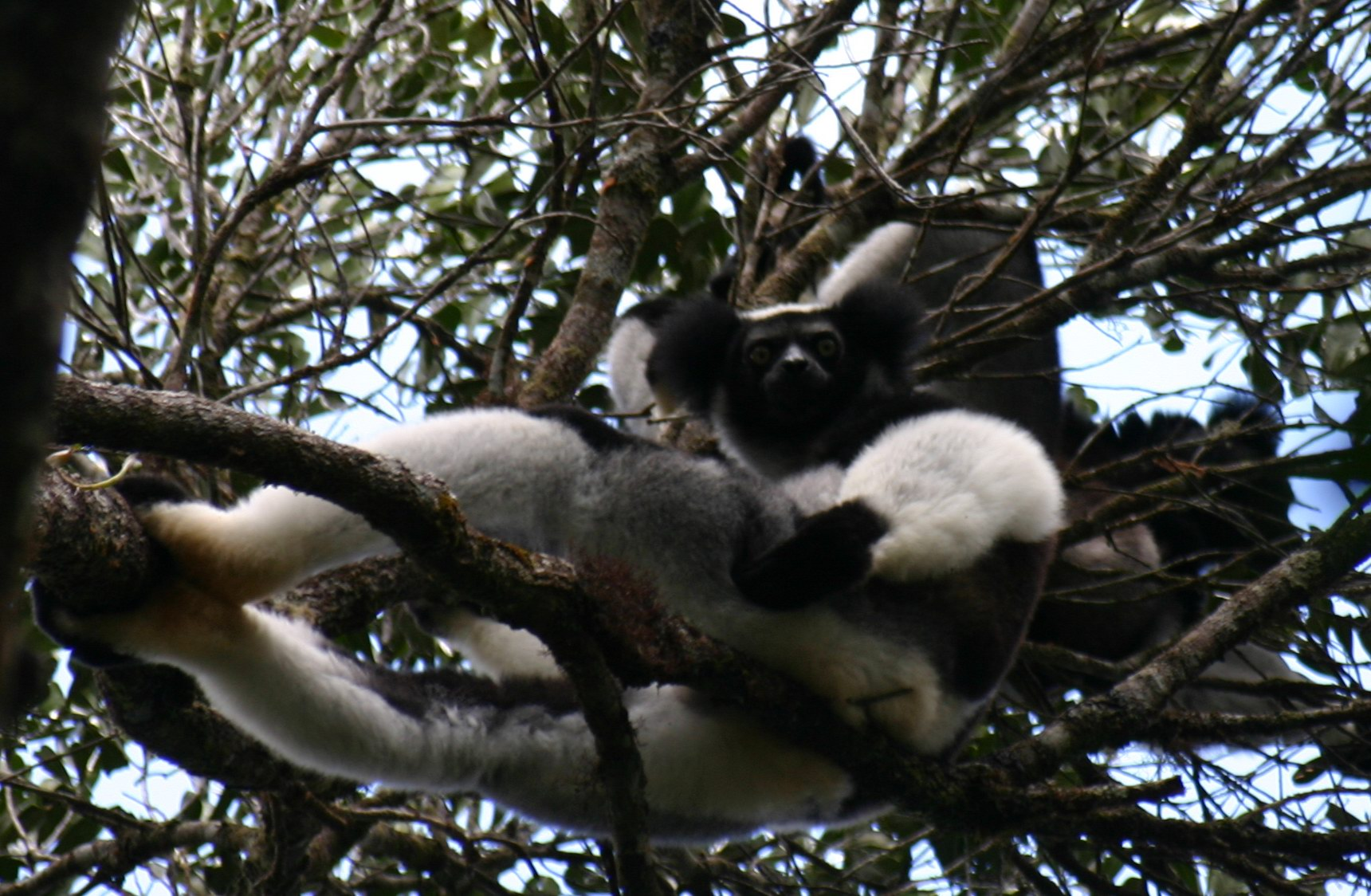
Indri mentre "prende il sole".

Come anche i catta ed i sifaka, gli indri amano prendere il sole del mattino: al sorgere del sole, essi si sdraiano incrociando le gambe ed appoggiando le mani sulle ginocchia.

### Alimentazione
L'indri è erbivoro e principalmente folivoro. Preferisce foglie giovani e tenere, ma mangia anche semi, frutti e fiori. Le femmine sembrano avere una maggiore preferenza per le foglie immature rispetto ai maschi e trascorrono più tempo a cercarle. Consuma un'ampia varietà di specie vegetali, con una predominanza di piante della famiglia delle Lauraceae. L'indri consuma poca vegetazione non arborea.
Per nutrirsi, l'indri strappa una foglia o un'altra parte della pianta con i denti. Usa le mani per avvicinare i rami degli alberi alla bocca.
Le femmine sessualmente mature hanno accesso prioritario alle fonti di cibo, quindi si nutrono più in alto sugli alberi rispetto ai maschi.

### Riproduzione
Gli indri raggiungono la maturità sessuale tra i 7 e i 9 anni. Le femmine partoriscono ogni due o tre anni, con un periodo di gestazione di circa 120-150 giorni. Il piccolo nasce solitamente in maggio o giugno. La madre è la principale responsabile della cura del piccolo, anche se il padre la assiste, rimanendo con la compagna e il piccolo.. Il piccolo si aggrappa alla pancia della madre fino all'età di quattro o cinque mesi, quando è pronto per spostarsi sulla sua schiena. L'indri inizia a dimostrare indipendenza all'età di otto mesi, ma non sarà completamente indipendente dalla madre fino all'età di almeno due anni. Vive fino a 30 anni.

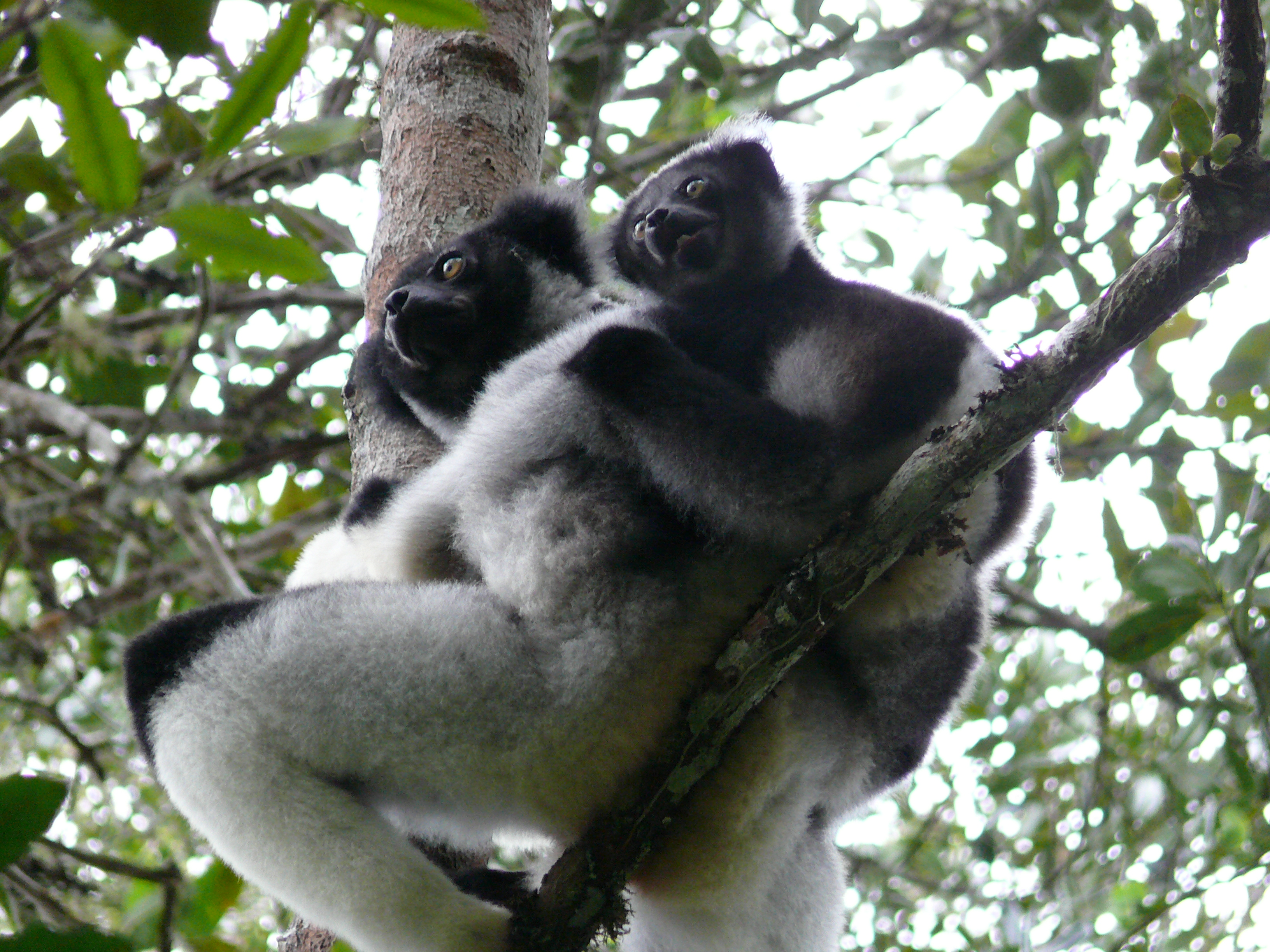
Mamma indri col suo cucciolo.

## L'indri nella cultura di massa
Il nome “indri” deriva molto probabilmente dal nome malgascio con cui viene chiamato questo animale, endrina. Una storia spesso ripetuta, ma errata, è che il nome derivi da indry, che significa “là” o “eccolo lì”. Il naturalista francese Pierre Sonnerat, che per primo descrisse l'animale, avrebbe sentito un malgascio indicare l'animale e avrebbe interpretato quella parola come il suo nome. È stato suggerito che potrebbe aver sentito il nome locale endrina, che viene utilizzato dalla popolazione locale. Un altro nome malgascio per questo animale è babakoto che viene comunemente tradotto come “antenato” o “padre”, ma sono possibili diverse traduzioni. “Koto” è una parola malgascia che significa bambino piccolo e ‘Rakoto’ è un nome comune, con Koto come diminutivo. Poiché “baba” è un termine che significa “padre”, la parola ‘babakoto’ può essere tradotta come “padre di un bambino” o “padre di Rakoto”. La dinamica padre-figlio presente in molti dei miti sull'origine dei babakoto aiuta a spiegare il nome malgascio.

## Conservazione
L'indri è una specie in grave pericolo di estinzione. Sebbene le stime sulla popolazione siano incerte (da 1.000 a 10.000 esemplari), la popolazione sembra diminuire rapidamente e potrebbe ridursi dell'80% nelle prossime tre generazioni (~36 anni).  Le principali minacce alla sua esistenza sono la distruzione e la frammentazione dell'habitat dovute all'agricoltura di tipo “taglia e brucia”, alla raccolta di legna da ardere e al disboscamento. Questo tipo di distruzione si verifica anche nelle aree protette. Solo un indri è sopravvissuto più di un anno in cattività e nessuno si è riprodotto con successo mentre era in cattività. Una colonia numerosa di indri si può osservare nel Parco nazionale di Andasibe-Mantadia nei pressi della capitale Antananarivo.